# فن المويسكا

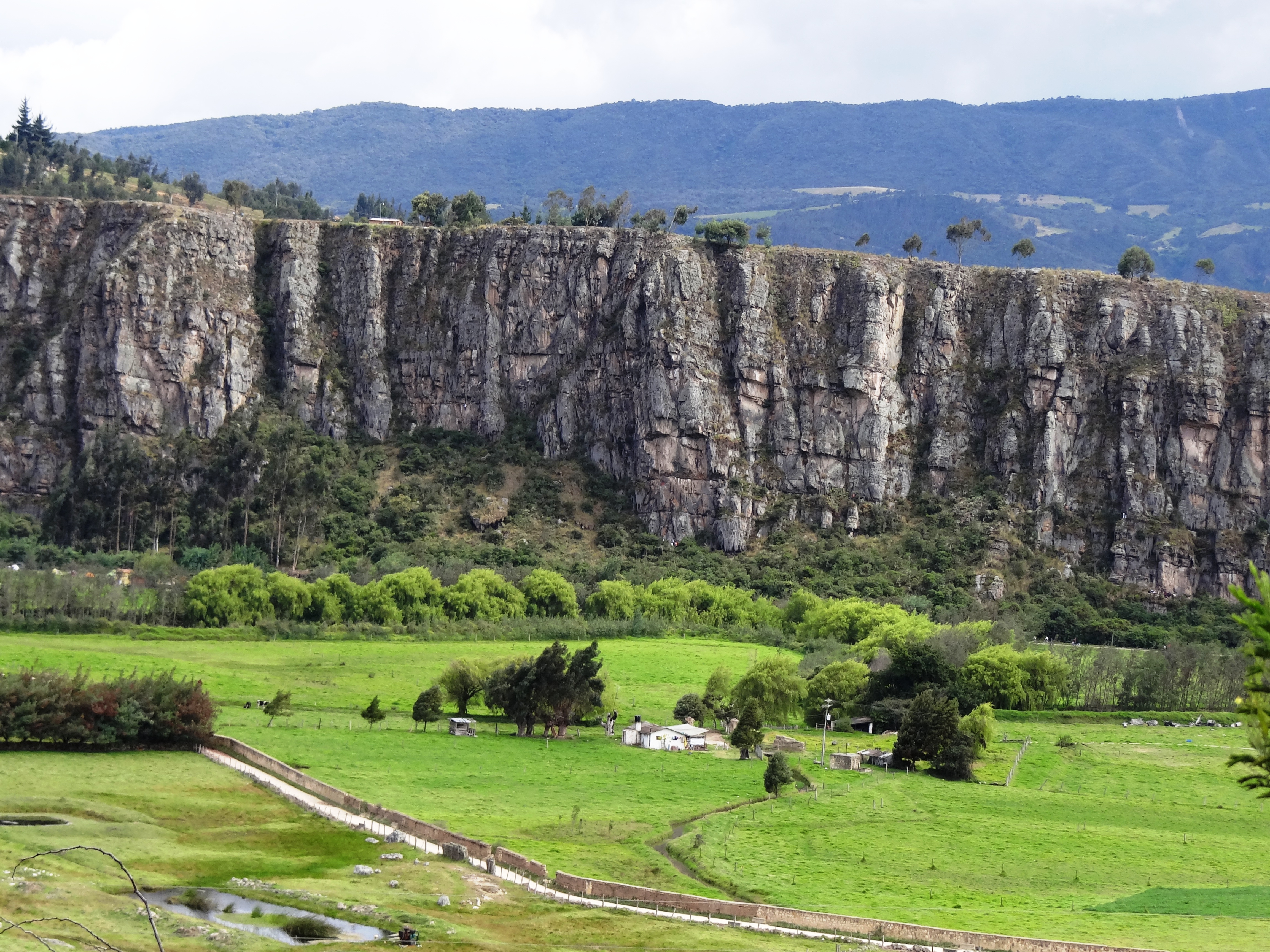
كانت الملاجئ الصخرية في سويسكا في الحافة الشمالية من سافانا بوغوتا مأهولة في وقت مبكر من التاريخ، وتميزت بتعبيرات فنية على صورة فن صخري ومجموعة من 150 مومياء، عُثِر عليها في الفترة الاستعمارية المبكرة.

تصف هذه المقالة الفن الذي أنتجه شعب المويسكا. أنشأ المويسكا واحدة من الحضارات الأربع الكبرى في الأمريكتين في العصر ما قبل الكولومبي على هضبة ألتيبلانو كونديبوياسينس في وسط كولومبيا الحالية. وقد وُصِفَت أشكالهم الفنية المختلفة تفصيليًا فتشمل الخزف، والمنسوجات، وفن الجسد، والطلاسم، والفن الصخري. بينما كانت عمارة المويسكا متواضعة مقارنة بحضارات الإنكا والآزتك والمايا، اشتهروا بمشغولات الذهب المصنوعة بمهارة. يضم متحف الذهب في العاصمة الكولومبية بوغوتا أكبر مجموعة من القطع الذهبية في العالم، من مختلف الثقافات الكولومبية بما في ذلك المويسكا.
يعود تاريخ الفنون الأولى في السلاسل الشرقية من جبال الأنديز الكولومبية إلى عدة آلاف من السنين. ورغم أن هذا يسبق حضارة المويسكا، التي يُعيَّن ظهورها بشكل عام في 800 م، فقد استمرت بعض أنماط هذه الفنون عبر العصور.
خلال عصر ما قبل الخزف، أنتجت شعوب المرتفعات صورًا ونقوشًا صخرية تمثل آلهتهم، والحياة النباتية والحيوانية الوفيرة في المنطقة، والموتيفات المجردة، ومجسمات تتخذ شكلًا بشريًا أو هجينًا لإنسان وحيوان. تطور المجتمع الزراعي المستقر ذاتي الاكتفاء إلى ثقافة تعتمد على الخزف واستخراج الملح في فترة هيريرا، التي تُعيَّن عادة من 800 ق.م. حتى 800 م. خلال هذا الوقت، شُيِّد أقدم شكل موجود للفن المبني؛ موقع أثري فلكي دعاه الغزاة الإسبان الكاثوليك El Infiernito («الجحيم الصغير»). شهدت فترة هيريرا أيضًا الاستخدام واسع النطاق للفخار والمنسوجات وبداية ما سيصبح الدافع الرئيسي للغزو الإسباني؛ المشغولات الذهبية الرائعة والمصنوعة بمهارة. يُمثَّل العصر الذهبي لأشغال المعادن المويسكيَة في طوف المويسكا، الذي يُعد التحفة الأعظم لهذه التقنية والذي يصور الطقس الافتتاحي لزيبا الجديدة (تقديم الذهب للإلهه) في باكاتا، الجزء الجنوبي من اتحاد المويسكا. كان هذه الطقس المقدس، الذي كان يقوم به الإكسيس (الكهنة) وزعماء القبائل مرتدين تيجانًا ذهبية مزينة بالريش وتصحبهم الموسيقى والرقص، يُقام على طوف في بحيرة غواتافيتا، في الجزء الشمالي من مسطح السافانا في بوغوتا. خلقت الروايات عن مثل هذه الاحتفالات أسطورة إل دورادو بين الإسبان، ما قادهم في رحلة استمرت عقودًا إلى هذا المكان الأسطوري.
ألهم الفن الغني الذي أنجزه بعناية ودقة شعب المويسكا الفنانين والمصممين العصريين في إبداعهم. فتُمثَّل موتيفات المويسكا لتكون جداريات، وملابسًا، وقطعًا فنية موجودة في جميع أنحاء المناطق التي كان يعيش فيها المويسكا سابقًا وكذلك مقاطع الرسوم المتحركة، وألعاب الفيديو. دُرِس فن السكان الأصليين في ألتيبلانو كونديبوياسينس جيدًا بواسطة العديد من مختلف الباحثين الذين نشروا أعمالهم منذ بداية العصور الاستعمارية. فكتب الغازي الذي أجرى أول اتصال مع المويسكا، غونزالو خيمينيز دي كيسادا، في مذكراته عن حضارة منظمة بشكل جيد من تجار ومزارعين مهرة. ووصف الراهب بيدرو سيمون العلاقة بين الفن ودين المويسكا وقدم ألكسندر فون هومبولت وخواكين أكوستا وليبوريو زيردا في القرن التاسع عشر وميغيل تريانا وإليسير سيلفا سيليس وسيلفيا م.برودبنت في القرن العشرين المساهمات اللاحقة في تحليل الأشكال الفنية المختلفة، بينما يهيمن عمل كارل هنريك لانجيبيك رويدا، وخافيير أوكامبو لوبيز وغيرهم الكثير على الأبحاث الحديثة.

## الخلفية

كان المويسكا صيادين وصادوا أسماك العديد من البحيرات والأنهار في ألتيبلانو باستخدام خطافات ذهبية.

كانت المرتفعات الوسطى للسلاسل الشرقية من جبال الأنديز الكولومبية، التي تسمى هضبة ألتيبلانو كونديبوياسينس، مأهولة بالسكان الأصليين منذ عام 12,500 ق.م.، بحسب الاكتشافات الأثرية في الملجأ الصخري إل أبرا، وهي حاليًا جزء من زيباكيرا. تألف أول وجود بشري من صيادين جامعين كانوا يبحثون عن الطعام في وديان وجبال الهضبة الأنديزية المرتفعة. اقتصر التوطن البشري في الألفيات الأولى من عصر ما قبل الخزف هذا بشكل رئيسي على الكهوف والملاجئ الصخرية، مثل تيكينداما في سواتسا الحالية، وبيدراس ديل تونجو في فاكاتاتيفا، وتشيكوا التي تعد حاليًا جزءًا من بلدية نيموكون. نحو عام 3000 ق.م.، بدأ سكان سهول الأنديز بالعيش في مناطق مفتوحة وبناء منازل دائرية بدائية حيث صنعوا بعناية ودقة الأدوات الحجرية المستخدمة للصيد، وصيد الأسماك، وإعداد الطعام، والفنون البدائية، التي كان معظمها من الفن الصخري. يُعد الموقع الأثري أغوازوك، في الشمال الغربي من سواتسا، بالقرب من بوغوتا الموقع النموذجي لتوضيح هذا التحول.
عُثِر على أدلة كثيرة على تدجين الكابياء الخنزيرية في تيكينداما وأغوازوك حيث شكلت القوارض الصغيرة جزءًا من النظام الغذائي للسكان، الذين كانوا
يأكلون بشكل رئيسي الأيل أبيض الذيل، الذي كانوا يصطادونه في السهول المحيطة بمختلف البحيرات والأنهار. توسع النظام الغذائي بشكل كبير عند إدخال الزراعة المبكرة، ربما بتاثير من الهجرات القادمة من الجنوب؛ بيرو الحالية. كان المنتج الرئيسي للزراعة هو نبات الذرة بمختلف أشكاله وألوانه، بينما شكلت الدرنات جزءًا آخر مهمًا من مصادر الغذاء. أثبتت التربة الخصبة وخاصة سافانا بوغوتا أنها مفيدة لتنمية هذه الزراعة، وهو ما تدلل عليه اليوم الحقول الزراعية المنتشرة خارج العاصمة الكولومبية.

## فن ما قبل المويسكا
الأشكال الأولى المعترف بها من الفن لهضبة ألتيبلانو هي الصور والنقوش الصخرية في مواقع مختلفة عليها، بشكل رئيسي في الملاجئ الصخرية في سافانا بوغوتا. تعد إل أبرا وبيدراس ديل تونجو وتيكينداما من بين أقدم المواقع التي اكتُشِف الفن الصخري فيها. كانت فترة هيريرا، التي يُعيَّن تاريخها عادة من 800 ق.م. إلى 800 م، عصر الخزف الأول. اكتُشف أقدم فخار ينتمي لفترة هيريرا في توكاريما ويعود تاريخه إلى 800 ق.م. ويمثل الموقع الأثري الفلكي، الذي يطلق عليه الإسبان Infinernito («الجحيم الصغير») أيضًا فن هيريرا. في حقل خارج فيلا دي لييفا، أقيمت شواهد قائمة على شكل قضبان مُصطَّفة. وقد شكل هذا الموقع، وهو أقدم ما تبقى من الفن المبني، بتاريخ 500 ق.م.، مكانًا مهمًا للطقوس والاحتفالات الدينية حيث كانت تُستهلك كميات كبيرة من المشروبات الكحولية تشيتشا. تأتي الأدلة على الاحتفالات في هذا الموقع من تاريخ لاحق في فترة المويسكا.